# Torri del Vajolet
Le Torri del Vajolet (Vajolet-Türme in ted.; 2.821 m s.l.m.) sono un insieme di sette guglie montuose di dolomia che si ergono al centro del Gruppo del Catinaccio, nelle Dolomiti, conquistate a livello alpinistico sul finire dell'800.

## Descrizione

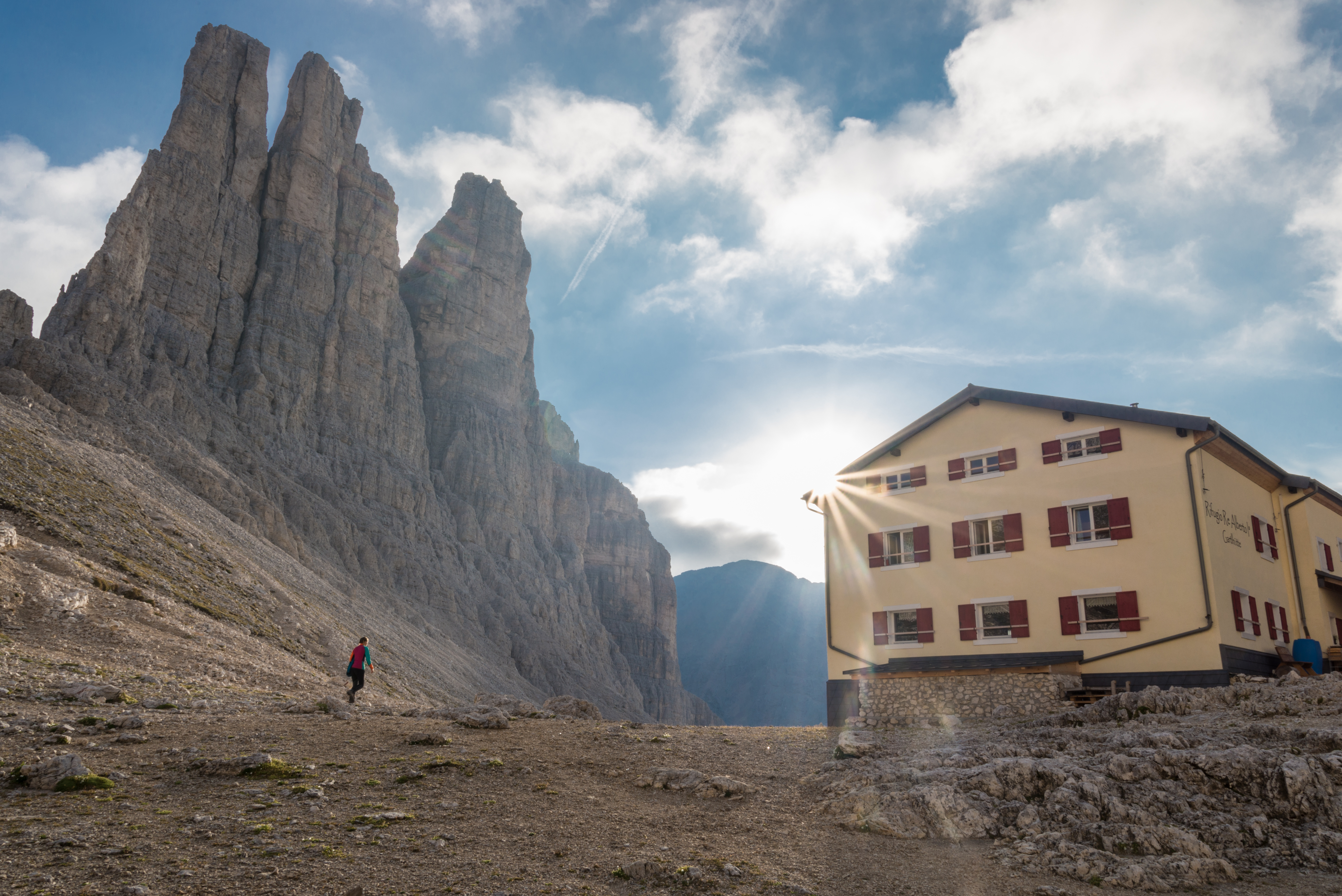
Rifugio Re Alberto

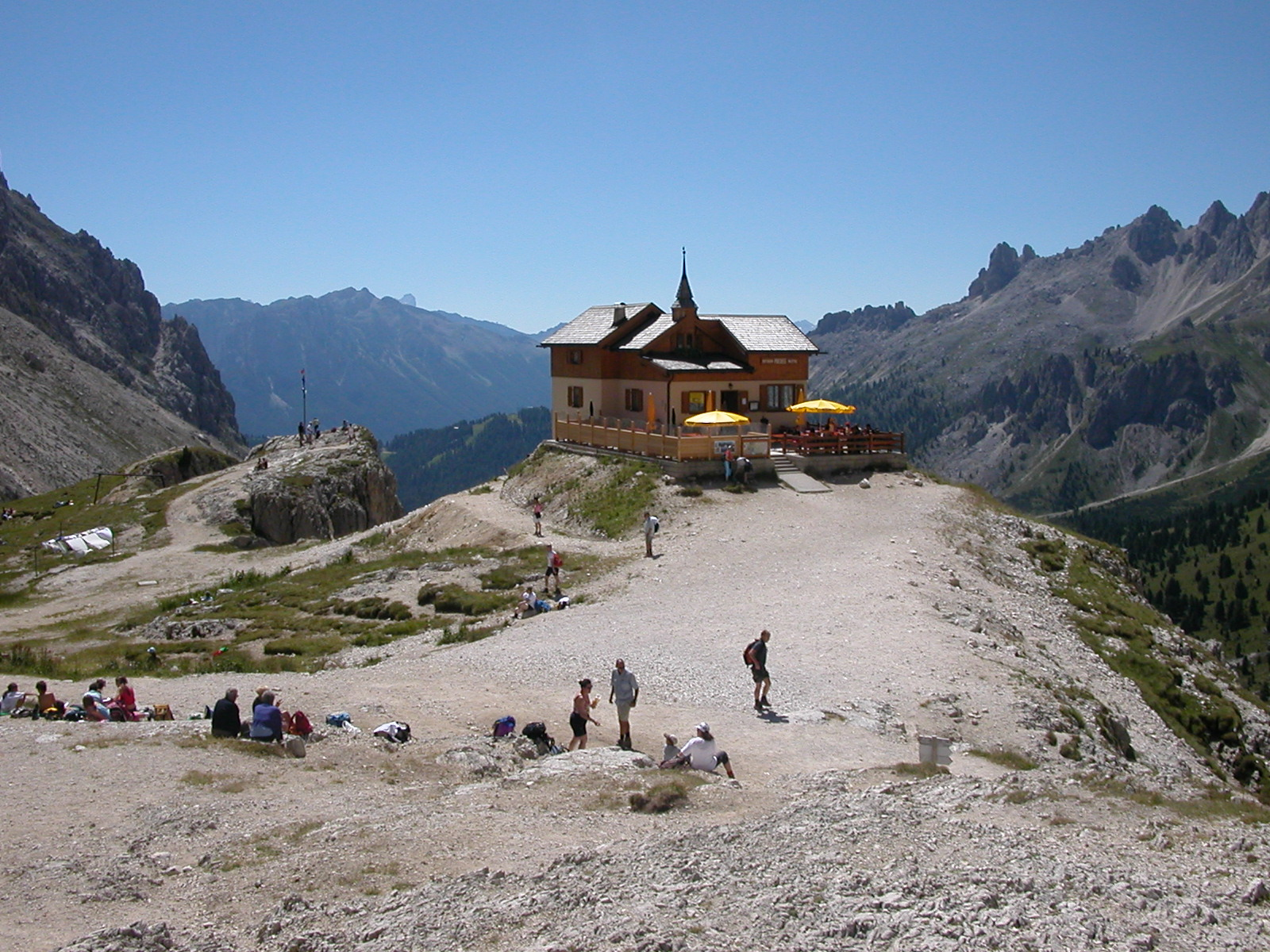
Rifugio Preuss

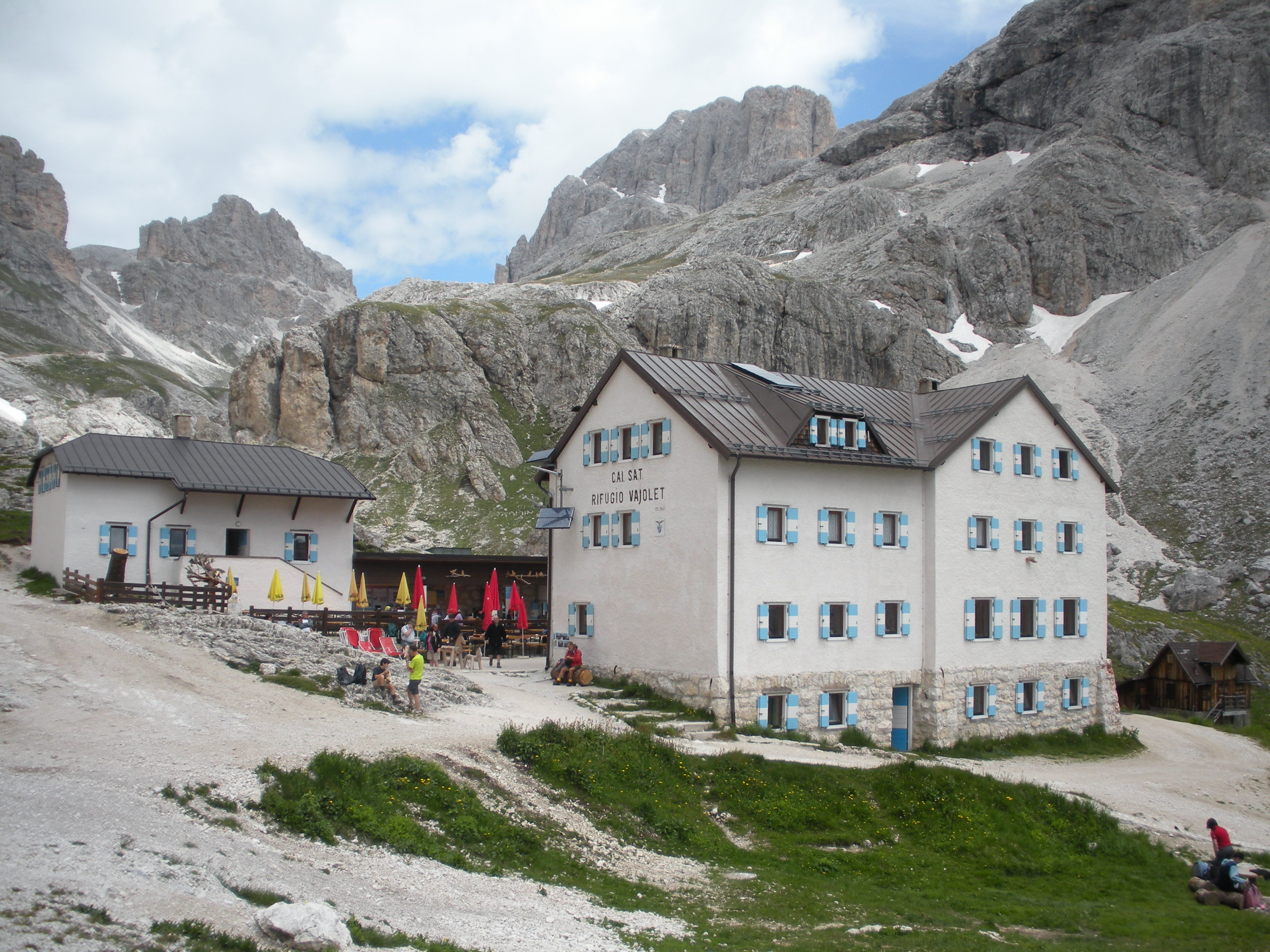
Rifugio Vajolet

A livello alpinistico e turistico, la più alta viene detta Torre Principale (Hauptturm), mentre le più famose sono invece la Delago, la Stabeler e la Winkler, conosciute anche come Torri Meridionali del Vajolet (Südliche Vajolettürme). Su queste, a differenza delle altre, si snodano diverse vie di roccia molto frequentate che offrono roccia ottima ed esposizione notevole. Alla base della Torre Delago s'innalza inoltre un modesto picco roccioso, la Torre Piaz.
La seguente tabella riporta i nomi, le altezze ed i dati della prima ascensione delle sei torri:
| Nome             | Altezza s.l.m. | Prima ascensione                                                        |
| ---------------- | -------------- | ----------------------------------------------------------------------- |
| Torre Piaz       | 2.670 m        | G. B. Piaz, il 2 settembre 1899 (per la spalla nord, crollata nel 2002) |
| Torre Delago     | 2.790 m        | Hermann Delago, il 22 settembre 1895.                                   |
| Torre Stabeler   | 2.805 m        | H. Stabeler e H. Helversen, il 16 luglio 1892.                          |
| Torre Winkler    | 2.800 m        | Georg Winkler, il 17 settembre 1887 (parete sud-est).                   |
| Torre Nord       | 2.810 m        | H. Stabeler e H. Helversen, il 12 luglio 1892.                          |
| Torre Principale | 2.821 m        | L. Bernard e G. Merzbacher, il 28 agosto 1882.                          |
| Torre Est        | 2.813 m        | H. Stabeler e H. Helversen, il 12 luglio 1892.                          |

Ai piedi delle Torri del Vajolet si trova il Rifugio Re Alberto.

### Torri Meridionali
Torre Winkler 2800 m
È meno frequentata delle vicine torri Stabeler e Delago, in quanto più difficile e meno visibile dal Rifugio Re Alberto.
Georg Winkler salì questa torre in solitaria il 17 settembre del 1887, superando per la prima volta la difficoltà del IV grado superiore, nella fessura che poi prese il suo nome (la Winkler-Riss) e che rappresenta il passaggio chiave della via normale.
Di interesse alpinistico, anche la "Diretta Steger" alla parete sud, che presenta difficoltà fino al VI grado.
Torre Stabeler 2805 m
La centrale delle tre Torri Meridionali del Vajolet e la più alta.
Fu conquistata da Hans Stabeler con Hans Helverson il 16 luglio del 1892, dal fianco sud-est. La via da loro percorsa risulta il più facile itinerario alle Torri meridionali del Vajolet (III+), nonché la via normale di salita a questa torre.
Anche sulla parete sud sono state tracciate vie, come la classica Via Fehrmann (IV, un passaggio di IV+), o la più difficile Via Emmerich (VI oppure V+ A0).
Torre Delago 2790 m
La più frequentata torre del Vajolet, è famosa specialmente per il suo spigolo sud-ovest.
Il primo a calcare la vetta di questa torre fu Hermann Delago, il 22 settembre 1895, che salì per i difficili camini sud. Parte dell'itinerario da lui percorso viene tutt'oggi ripetuto, concatenando i Camini Preuss, con un camino seguito da Delago ed infine con il Camino Piaz (diff. IV+).
Ma è lo spigolo sud-ovest che attira gli arrampicatori da ogni dove. Salito per la prima volta da Tita Piaz, con Francesco Jori e Irma Glaser il 9 agosto 1911, presenta un'arrampicata super aerea, con una parete di centinaia di metri sul versante nord-ovest, verso Pra Caminaccio (Purgametsch). Difficoltà: IV, un passaggio di IV+.
Anche la parete nord-ovest è teatro di imprese alpinistiche. Sale questa impressionante parete di 500 metri la via Hasse-Schrott (difficoltà: VI+ A1). Questa via venne aperta in diversi giorni dapprima da D. Hasse e S. Verdorfer, fino all'altezza dell'inizio dello spigolo Piaz; poi da D. Hasse e S. Schrott fino alla cima, il tutto nei giorni che intercorsero tra il 22 e il 30 agosto del 1959.
Torre Piaz 2670 m
Questo modesto picco roccioso si presenta per lo più come palestra da allenamento, anche se in ambiente di montagna.
Venne scalato per la prima volta da Tita Piaz in solitaria il 2 settembre 1899. Purtroppo una frana nel 2002 cancellò completamente la spalla nord, e con questa la via di Piaz.
Nel versante sud-ovest, presenta uno spigolo che non ha nulla da invidiare a quello della Torre Delago (se non la lunghezza), che può essere considerato la via normale (breve via di IV+).

### Accessi
Alle torri si accede tramite evidenti tracce che partono dal Rifugio Re Alberto, segnalate da numerosi ometti.
Accessi al Rifugio Re Alberto (2621 m):
- dai Rifugi Vajolet e Preuss per la Gola delle Torri.

Dai suddetti rifugi (2243 m) si imbocca il sentiero che sale la Gola delle Torri dal versante destro. Si superano alcuni tratti attrezzati, un torrente e alcuni tornanti, dopodiché si raggiunge il Rif. Re Alberto e quindi le torri (un'ora).
- dal Rifugio A. Fronza per la Via ferrata del Passo Santner.

Dal retro del rifugio Fronza alle Coronelle (2337 m), si risale il primo tratto attrezzato con cavi metallici, raggiungendo una cengia. si segue il sentiero contrassegnato dal numero 542s. Una volta raggiunte le attrezzature metalliche, le si seguono e si giunge sull'orlo del Gartl (2 ore). Si raggiunge in breve il rifugio Passo Santner (2741 m) e si scende per comodo sentiero al rifugio Re Alberto (10 minuti).